# Arthur Godfrey Peuchen
Arthur Godfrey Peuchen, född 18 april 1859 i Montreal, Quebec, Kanada, död 7 december 1929 i Toronto, Ontario, Kanada, var en kanadensisk affärsman och militär. Han var en av överlevarna från RMS Titanics förlisning. Han var den ende manliga passageraren som andre styrman Charles Lightoller tillät gå ner i en livbåt.
Peuchen var från 1888 reservofficer i The Queen's Own Rifles of Canada, där han snabbt steg i graderna och var 1912 major. Han ägde en yacht och var medlem i Royal Canadian Yacht Club där han tidvis hade en hög position. Han var chef för bolaget Standard Chemical Company. Peuchen förlorade mycket av sina tillgångar på 1920-talet i dåliga investeringar, och när han dog 1929 var han en stukad man både socialt och ekonomiskt.

## Ombord på Titanic
Han steg ombord på RMS Titanic i Southampton den 10 april 1912 som första klass-passagerare. Han var inte till freds med att Edward Smith var kapten då han fann honom för gammal för jobbet. När fartyget kolliderade med ett isberg den 14 april befann han sig i första klass-matsalen.
När livbåtarna började sänkas ner var han i närheten av livbåt nummer 6 som redan börjat sänkas ner då passagerarna i båten ropade upp till andre styrman Charles Lightoller att båten behövde en till man som kunde ro. Peuchen steg då fram och talade om att han som yachtägare hade sjövana. Lightoller som höll stenhårt på ordern "endast kvinnor och barn i livbåtarna" sade då åt Peuchen att om han var sjöman nog att ta sig ner till båten med hjälp av ett rep från livbåtsdävertarna var han tillåten att gå i livbåten. Peuchen lyckades utan problem med detta. Innan dess trodde han inte att Titanic var illa ute, men förstod det när han såg fartyget från livbåten. Han såg när lyset på fartyget slocknade, men kunde inte bekräfta om fartyget bröts itu vid förlisningen.
I livbåt 6 hade flera kvinnor från första klass fått plats, och liksom flera av dem kom Peuchen omgående på kant med livbåtens befälhavare kvartersmästare Hichens. Han ansåg inte att Hichens var kapabel för uppgiften och att vederbörande uppträdde mycket ohövligt. Peuchen vittnade senare om att han hört ett försök från Titanics besättning att kalla tillbaka livbåtar till fartyget med hjälp av en visselpipa. Hichens vägrade dock att återvända till Titanic av rädsla för att bli sänkt. Peuchen talade Inte så mycket om kvinnorna i båten och erkände inte Margaret "Molly" Browns betydande insatser under natten, något han fick kritik för. Likaså fick han kritik för att han som major tolererade Hichens beteende.